# Француска западна Африка
Француска западна Африка (фр. Afrique occidentale française) била је француска колонија у периоду између 27. октобра 1895. и 5. октобра 1958. године.
Федерација је обухватала: Мауританију, Сенегал, Француски Судан (данас Мали), Француску Гвинеју (данас Гвинеја), Обалу Слоноваче, Француску Горњу Волту (данас Буркина Фасо), Дахомеј (данас Бенин) и Нигер. Колонија је настала освајањем, између осталих, краљевстава Дахомеј, Бенин, Тукулер, Кенедугу и Васулу.
Главни град колоније био је до 1902. Сен Луј а после тога Дакар.
На површини од око 4,7 милиона км² живело је 1895. око 10 милиона становника, а при распаду федерације око 25 милиона.

## Гувернери[1]

### Гувернери Француске западне Африке
- Жан-Баптист Шодије : 1895−1900.
- Ноел Балај : 1900−1902.
- Ернест Руме : 1902−1907.
- Вилијам Мерлод-Понти : 1908−1915.
- Жозеф Клозел : 1916.
- Жост ван Воленховен : 1917−1918.
- Марсијал Мерлин : 1918−1923.
- Жил Кард : 1923−1930.
- Жил Бреви : 1930−1936.
- Марсел де Копе : 1936−1938.
- Леон Кајла : 1939−1940.
- Пјер Боасон : 1940−1943.
- Пјер Курнер : 1943−1946.
- Рене Бартез : 1946−1948.
- Пол Бешард : 1948−1951.
- Бернард Корни-Жентил : 1952−1956.
- Гастон Кистан : 1956−1957.

### Високи комесари
- Гастон Кистан : 1957−1958.
- Пјер Месмар : 1958.